# 吉田妙子
吉田 妙子（よしだ たえこ、1935年6月13日 - ）は、沖縄県具志川村（現：うるま市）出身の女優。

## 経歴
1950年、劇団「あさひ座」で舞台デビュー。「ときわ座」を経て親泊興照、鉢嶺喜次が率いる「珊瑚座」に入団。
多くの舞台、映画、テレビ、ラジオなどのメディアに出演しており、沖縄では平良とみ、平良進らと並んで有名な役者である。

## 人物
- 沖縄芝居「演」を主宰している[1]。
- 沖縄県指定無形文化財「琉球芸能歌劇」保持者[1]。
- 夫は同じく沖縄芝居の役者である島正廣（1949年 - 2009年）。
- 沖縄県議会議員の吉田勝廣は実弟。

## 出演

### テレビドラマ
- 瑠璃の島（日本テレビ、2005年） - カマドおばぁ 役
- ちゅらさん4（NHK、2007年） - 市場のおばぁ 役
- 琉神マブヤーシリーズ（琉球放送、2008年 - 2013年） - オバァ 役
- 連続テレビ小説（NHK）
  - ウェルかめ（2009年） - （民宿の）おばぁ 役
  - 純と愛 第23週 -（2013年） - 平良キン 役
  - ちむどんどん（2022年7月29日）- 石川ウシ 役[2]
- 99年の愛〜JAPANESE AMERICANS〜（TBS、2010年） - てる 役
- 私が初めて創ったドラマ「沖縄ドライバーズノート」（2011年1月14日、NHK BShi） - カメ 役
- 生きてるだけでなんくるないさ（日本テレビ、2011年） -　おばぁ 役
- テンペスト（NHK BSプレミアム、2011年） - ユタ / 天馬ノロ 役
- オバー自慢の爆弾鍋（沖縄テレビ、2012年） - 主演・カマド 役
- 報道ドラマ 生きろ 〜戦場に残した伝言〜（TBS、2013年）
- ミス・パイロット（フジテレビ、2013年） - キヨ 役
- 大河ドラマ おんな城主 直虎（NHK、2017年） - 老婆 役
- 返還交渉人 -いつか、沖縄を取り戻す-（NHK BSプレミアム、2017年）
- 甲子園とオバーと爆弾なべ（NHK BSプレミアム、2019年8月7日） - ウサ 役
- 連続ドラマW フェンス（WOWOW、2023年） - 大嶺ヨシ 役[3]
- 孤独のグルメ2023大晦日スペシャル 井之頭五郎、南へ逃避行「探さないでください。」（テレビ東京、2023年12月31日） - ちまぐー・静江 役
- おきなわテレビはじまりものがたり（2024年11月12日 - 11月19日、沖縄テレビ） - 知花和子 役[4]

### 映画
- ウンタマギルー（1989年）
- パイナップルツアーズ（1992年）
- 遥かなる甲子園（1995年）
- GAMA 月桃の花（1996年）
- MABUI（1998年）
- 豚の報い（1998年）
- ナビィの恋（2000年） - ツル(ユタ) 役
- ホテルハイビスカス（2002年）
- 風音（2003年） - 金城カマト 役
- 深呼吸の必要（2003年） - 平良ツル 役
- 琉球カウボーイ、よろしくゴザイマス。（2007年）
- アコークロー（2007年） - 喜屋武シズ 役
- 恋しくて（2007年）- 栄順の母 役
- サーダカー（2007年）
- 南の島のフリムン（2009年）
- さんかく山のマジルー（2009年） - ゴゼイ 役
- やぎの冒険（2010年）
- 天国からのエール（2011年）- 大城千代 役
- 琉神マブヤーTHE MOVIE 七つのマブイ（2011年）- おばぁ 役
- ペンギン夫婦の作りかた（2012年）
- ひまわり〜沖縄は忘れない あの日の空を〜（2013年）
- 那覇 NAHA なーふぁ！[5]（2014年） - 節子 役
- ココロ、オドル（2015年）
- 島々清しゃ（2016年）
- 来る（2018年）
- 百日告別（2018年）
- 返還交渉人 いつか、沖縄を取り戻す（2018年）
- 忌怪島/きかいじま（2023年6月16日） -  南トキ 役[6]
- 遠いところ（2023年）
- 百歳漫才（2023年）[7]

### 沖縄芝居
- 「ランタナの花の咲く頃に」 - 演出/島正廣
- 「アンマーたちの夏」 - 演出/幸喜良秀
- 「レイラニのハイビスカス」
- 「タウチー一代」 - 演出/上原直彦
- 「かじまやーカメおばぁの生涯」 - 脚本/下島三重子、演出/栗山民也
- 「報い川」 - 脚本・演出/吉田妙子
- 「豊年」 - 演出/吉田妙子
- 「花染ぬ手布」 - 構成・演出/平識晶子
- 「生きているから 〜対馬丸ものがたり〜」 - 脚本/宮本亞門・今科子、演出/宮本亞門[8]

### ラジオ
- 民謡で今日拝なびら（RBCiラジオ）

### ラジオドラマ
- FMシアター（NHK-FM）
  - 『ふしぎの国のハイサイ食堂』（2021年5月15日） - おばあ（金城さえ） 役[9]